# Adrián Colunga
Adrián Colunga Pérez (Oviedo, Asturias, España, 17 de noviembre de 1984) es un exfutbolista y entrenador español que jugaba como delantero. Actualmente entrena al Real Murcia Imperial de la Tercera Federación. 

## Trayectoria
Se incorporó a la Escuela de fútbol de Mareo con doce años, procedente del C. D. Covadonga. Pasó por las categorías del fútbol base del Real Sporting de Gijón, equipo en el que ya había jugado su abuelo Sindo en los años 1950, destacando como goleador en todas ellas y llegando a anotar en una temporada sesenta y cinco tantos. Además, consiguió el título de campeón de España en su etapa como cadete. Cuando todavía estaba en edad juvenil fue cedido al C. D. Turón, de Tercera División y, posteriormente, al Club Marino de Luanco, de Segunda B. En la temporada 2003-04 militó en el U. C. Ceares, regresó al Real Sporting de Gijón "B" en la 2004-05 y fue nuevamente cedido al Marino para disputar la campaña 2005-06.
Tras tantas cesiones y la poca confianza en sus posibilidades mostrada por los técnicos de Mareo, decidió desvincularse del Sporting y fichó por el C. D. Soledad-Paguera de Palma de Mallorca, que competía en la Tercera División. Una temporada después recaló en el U. D. Pájara-Playas de Jandía de Fuerteventura, club de Segunda B. En agosto de 2007, fue traspasado a la U. D. Las Palmas de Segunda División. Poco a poco, se hizo un hueco entre los titulares y terminó la temporada 2007-08 con trece tantos, siendo el segundo máximo goleador del equipo por detrás de Marcos Márquez.
En julio de 2008 fichó por el R. C. Recreativo de Huelva a cambio de 2,7 millones de euros, firmando por cuatro temporadas, con una cláusula de rescisión de 15 millones de euros. Su debut en Primera División se produjo en la jornada 1 de la temporada 2008-09 ante el Real Betis Balompié en el estadio Manuel Ruiz de Lopera. Además, en ese mismo encuentro logró el gol de la victoria de su equipo. En la campaña 2009-10 volvió a Segunda División con el Recreativo, aunque en el mercado de invierno se marchó cedido al Real Zaragoza hasta el final de la temporada. Allí logró ser el máximo goleador del equipo con siete tantos.
Una vez finalizado el periodo de préstamo regresó a Huelva, pero su deseo de jugar en Primera lo puso en el mercado y terminó siendo traspasado al Getafe C. F. a cambio de 2,5 millones de euros. El 19 de agosto de 2010 debutó en la Liga Europa en un partido de la cuarta ronda frente al APOEL de Nicosia. En la Liga llegó a disputar veintinueve encuentros en los que logró anotar siete goles. Durante su segunda temporada como jugador azulón apenas entró en los planes del técnico Luis García Plaza y, el 31 de enero de 2012, se confirmó su cesión al Real Sporting de Gijón hasta el final de la campaña 2011-12. Con los rojiblancos jugó en diecisiete partidos y consiguió marcar tres tantos, aunque el Sporting descendió finalmente a Segunda División.
En su retorno al Getafe inició la temporada 2012-13 con buenas actuaciones, aunque fue relegado al banquillo durante el resto de la primera vuelta. Una vez comenzada la segunda mitad de la campaña volvió a contar como titular volviendo a tener un papel destacado.
El 30 de enero de 2015 se anunció su cesión al Granada C. F. hasta el final de la campaña 2014-15. El 7 de octubre rescindió su contrato con el Brighton y el 11 de enero de 2016 fichó por el R. C. D. Mallorca. Comenzó la temporada 2016-17 con el club balear, pero el 31 de agosto rescindió su contrato y se incorporó al Anorthosis Famagusta de la Primera División de Chipre. Su último equipo fue el F. C. Goa de la Superliga de India, donde militó durante los últimos meses de 2017.

## Trayectoria como entrenador
Como entrenador empezó su andadura en la temporada 2020-2021 en el fútbol base del R. C. D. Mallorca dirigiendo al juvenil B del club, consiguiendo quedar campeón. En la temporada 2021-2022, dirigió al C. D. San Francisco, equipo afiliado al R. C. D. Mallorca, en la División de Honor y debutando así en una categoría nacional, donde lograría mantener la categoría en la última jornada de liga. 
El 1 de octubre de 2023, firma como entrenador del Real Murcia C. F. Juvenil "A" de División de Honor Juvenil de España. El 19 de febrero de 2024, tras un gran trabajo como entrenador del equipo juvenil, da el salto al fútbol profesional al confirmarse su fichaje por el equipo de Primera División Eslovaca DAC 1904, incorporándose así como ayudante junto al también entrenador español Xisco Muñoz.
En julio de 2025 se convirtió en entrenador del Real Murcia Imperial, filial del Real Murcia.

## Clubes
| Club                          | País       | Año       |
| ----------------------------- | ---------- | --------- |
| C. D. Turón                   | España     | 2001-2002 |
| Club Marino de Luanco         | España     | 2002-2003 |
| U. C. Ceares                  | España     | 2003-2004 |
| Real Sporting de Gijón "B"    | España     | 2004-2005 |
| Club Marino de Luanco         | España     | 2005-2006 |
| C. D. Soledad-Paguera         | España     | 2006      |
| U. D. Pájara-Playas de Jandía | España     | 2006-2007 |
| U. D. Las Palmas              | España     | 2007-2008 |
| R. C. Recreativo de Huelva    | España     | 2008-2010 |
| Real Zaragoza                 | España     | 2010      |
| Getafe C. F.                  | España     | 2010-2012 |
| Real Sporting de Gijón        | España     | 2012      |
| Getafe C. F.                  | España     | 2012-2014 |
| Brighton & Hove Albion F. C.  | Inglaterra | 2014-2015 |
| Granada C. F.                 | España     | 2015      |
| Brighton & Hove Albion F. C.  | Inglaterra | 2015      |
| R. C. D. Mallorca             | España     | 2016      |
| Anorthosis Famagusta          | Chipre     | 2016-2017 |
| F. C. Goa                     | India      | 2017-2018 |

## Clubes como entrenador
| Club                          | País       | Año       |
| ----------------------------- | ---------- | --------- |
| R. C. D. Mallorca Juvenil "B" | España     | 2020-2021 |
| C. D. San Francisco Juvenil   | España     | 2021-2022 |
| Real Murcia C. F. Juvenil "A" | España     | 2023-2024 |
| DAC 1904 (asistente)          | Eslovaquia | 2024-2025 |
| Real Murcia Imperial          | España     | 2025-     |